# 达鲁巴
达鲁巴（Daruba）是印度尼西亚北马鲁古省的一个城镇，是摩罗泰岛县的县治所在，位于摩罗泰岛的南部海岸。2010年统计，达鲁巴所在的南摩罗泰区（印尼语：Kecamatan Morotai Selatan）共有17,547人。莱奥·瓦蒂梅纳机场位于城镇以东，北马鲁古省政府正努力将其变为国际机场以促进摩罗泰岛的旅游发展。一条链接东海岸的铺装公路起于达鲁巴，最终到达摩罗泰岛东海岸的主要城镇贝雷贝雷（Berebere），长约68（42英里）。

## 资料来源
1. ↑  Biro Pusat Statistik, Jakarta, 2011.
2. ↑  .   [2017-04-29]. （原始内容存档于2017-06-06）.